# Вурцбах
Вурцбах (нім. Wurzbach) — місто в Німеччині, розташоване в землі Тюрингія. Входить до складу району Заале-Орла.
Площа — 72,31 км2. Населення становить 2996 ос. (станом на 31 грудня 2021).